# Гольтяево (Калужская область)
Гольтяево — деревня в Боровском районе Калужской области России. Входит в состав сельского поселения «Деревня Асеньевское».

## Топоним
Голядь — славянское племя, обитавшее в верховьях реки Протва. Также Голтяй — нищий, голяк, голытьба.

## География
Расположена в северо-восточной части Калужской области, в зоне хвойно-широколиственных лесов, в пределах Протвинской низины, на реке Руть, вблизи административной границы с Московской областью, в 28 км к западу от Боровска. Рядом находятся деревни Егорье и Семичево.

### Климат
Климат характеризуется как умеренно континентальный, с тёплым летом и умеренно холодной снежной зимой. Среднегодовая многолетняя температура воздуха составляет 4 — 4,6 °С. Средняя температура воздуха самого тёплого месяца (июля) — 18 °C (абсолютный максимум — 38 °C); самого холодного (января) — −11 — −9 °C (абсолютный минимум — −46 °C). Безморозный период длится в среднем 149 дней. Среднегодовое количество атмосферных осадков составляет 654 мм, из которых 441 мм выпадает в тёплый период. Снежный покров держится в течение 130—145 дней.

## История
В 1872-м году сельцо на речке Руди Александры Петровны Чейкиной, Боровского уезда Калужского наместничества.

## Население
| 2002 | 2010 |
| ---- | ---- |
| 14   | ↘12  |

## Инфраструктура
Личное подсобное хозяйство с зоной сельскохозяйственного использования, индивидуальная застройка усадебного типа.
Основа экономики — сельское хозяйство.

## Транспорт
Деревня доступна автотранспортом. Остановка общественного транспорта «Гольтяево».